# Ariadna Sintes
Ariadna Sintes (L'Havana, 7 d'octubre del 1986) és una actriu cubano-espanyola. El 2000, es va instal·lar a Sant Sebastià i va estudiar cinematografia a Andoain i art dramàtic a Sant Sebastià. L'any 2010 va obtenir la nacionalitat espanyola.
Coneguda especialment pel seu paper de Brinda a la sèrie HKM, Ariadna Sintes és filla de la també actriu Lilliam Kouri.

## Televisió
- Bi eta Bat» (2012)
- Maras (2011)
- HKM (2008-2009)
- Mi querido Klikowsky (2007)
- Desde ahora (1990)